# Садовникова, Галина Васильевна
Галина Васильевна Садовникова (8 мая 1936, Гусь-Хрустальный, Ивановская область — 15 июля 2008, Гусь-Хрустальный, Владимирская область) — советский хозяйственный и политический деятель, Герой Социалистического Труда.

## Биография
Родилась в 1936 году во Владимирской области. Член КПСС.
С 1951 года — на хозяйственной, общественной и политической работе.
В 1951—1991 гг. — оператор Гусевского завода стекловолокна Министерства химической промышленности СССР в городе Гусь-Хрустальный Владимирской области.
Делегат XXV съезда КПСС.
Указом Президиума Верховного Совета СССР от 13 мая 1977 года Садовниковой Галине Васильевне присвоено звание Героя Социалистического Труда с вручением ордена Ленина и золотой медали «Серп и Молот».
Умерла в 2008 году в Гусь-Хрустальном.